# Šilainiai (stacja kolejowa)
Šilainiai – stacja kolejowa w miejscowości Zutkiai, w rejonie kiejdańskim, w okręgu kowieńskim, na Litwie. Położona jest na linii Koszedary – Radziwiliszki.